# J. Hückel’s Söhne

Fabrik in Neutitschein (1898)

Bürsterei

Haarschneiderei

Fachmaschinensaal

Maschinenwalke

Schermaschinensaal

Zurichtsaal

Staffiersaal

J. Hückel’s Söhne war eine Hutfabrikation in Neutitschein in Mähren.

## Geschichte
Der Würzburger Hutmacher Gottfried Hückel ließ sich 1647 in dem in Nordmähren gelegenen Städtchen Fulnek nieder. 1805 gründete dessen Urururenkel Johann Hückel (1779–1835) und einige Jahre später auch sein Bruder August Hückel (1786–1848), jeweils ihr eigenes Hutmachergeschäft im nahe gelegenen Neutitschein. Die Hutmacherei war damals noch reine Handarbeit, deshalb war der Absatzkreis eines Geschäftes bei den damaligen Verkehrsverhältnissen auf die unmittelbare Umgebung beschränkt. Nur durch Marktbesuche konnte der Kreis etwas erweitert werden. Unter diesen Umständen war der Umfang eines Geschäftes beschränkt, sowie der Umstand, dass jeder Gewerbeinhaber wie auch jeder einzelner Gehilfe den Erzeugungsprozess vollkommen in Gänze selber beherrschen musste. Das Prinzip der Arbeitsteilung war damals noch völlig unbekannt.
Johann Albert Hückel (1814–1880), Sohn des August Hückel, trat ebenfalls in das Hutmachergewerbe ein. Er übernahm im Jahre 1837 das Geschäft seines Onkels Johann und beerbte nach dem Tod seines Vaters August im Jahre 1848 auch dessen Geschäft und vereinigte beide unter seinem Namen. Zu dieser Zeit setzte die Industrialisierung ein. Johann Albert Hückel begann im Jahre 1865 von der handwerksmäßigen Erzeugung zu einer fabriksmäßigen Produktion überzugehen. Gemeinsam mit seinen Söhnen errichtete er eine Fabrik für die Erzeugung von Haarfilzhüten mit dampfbetriebenen Maschinen. Er war der Erste in Österreich der dies versuchte.
Bis zum Jahre 1868 stand er dem Geschäfte vor und konnte sich nach langer Schaffenszeit zurückziehen. Zu dieser Zeit übergab er die Leitung seinen Söhnen August (1838–1917), Johann (1843–1917) und Carl (1850–1919). Er blieb jedoch als Berater weiter tätig, bis er im Jahre 1880 verstarb.
Seine Söhne hatten früher mehrere Jahre in Hutfabriken in Deutschland und Frankreich gearbeitet, wo sie die Praxis erlernten. Diese konnten sie erfolgreich in Österreich anwenden und führten die damals neuesten Maschinen in die Fabrik ein und konnten erfolgreich mit der ausländischen Konkurrenz mithalten. Ihre zahlreichen Beziehungen und Verbindungen konnten das Absatzgebiet des Unternehmens erweitern.
Durch den Deutsch-Französischen Krieg von 1870 bis 1871 kam die Hutfabrikation in den beiden Staaten vollständig zum Stillstand. Diese Möglichkeit konnten Unternehmen wie J. Hückel’s Söhne nutzen, um im Ausland Fuß zu fassen. Mit der Zeit konnte das Unternehmen nicht nur im europäischen Markt erfolgreich expandieren, sondern auch in Übersee. Durch die stetige Ausdehnung des Absatzes mussten auch die Fabrikationsstätten erweitert werden. Dabei war eine Etappe der Ausgestaltung des Betriebes von herausragender Bedeutung, nicht für die Firma, sondern für die österreichische Hutfabrikation im Allgemeinen. Die Vorbereitung der für die Hutfabrikation nötigen Haarstoffe war in der Donaumonarchie bis in die 1870er Jahre, im Gegensatz zu Belgien, Deutschland und Frankreich, kein selbständiger Industriezweig. Die österreichischen Hutfabrikaten waren gezwungen, diese von ihnen benötigten Stoffe aus dem Ausland zu beziehen, und so wanderten alljährlich große Summen heimischen Kapitals ab. Die Firma J. Hückel’s Söhne war die erste, welche diesen Industriezweig, genannt „Haarschneiderei“, mit der Hutfabrikation vereinigte und so alle für die Herstellung nötigen Haarstoffe selbst herstellte statt sie aus dem Ausland zu beziehen. Diese Änderung wurde als große Errungenschaft und besonderer Fortschritt auf dem Gebiet der Hutfabrikation bezeichnet.
Die Firma wollte anfangs ihren Bedarf an Rohmaterialien im Inland decken. Die Lieferung von Seidenstoffen, Bändern, Ledern usw. wurde, soweit es möglich war, österreichischen Firmen übertragen. Der wichtigste Rohstoff wie Hasen-, Kaninchen- und Biberfell konnte jedoch nur zum Teil im Inland beschafft werden, der Rest wurde aus Frankreich, England, Südamerika und Australien bezogen. An derartigen Fellen verwendete die Firma vor dem Jahre 1900 jährlich ungefähr 1,5 Millionen Stück.
Die Unternehmensleitung war bemüht, bei den einzelnen Betriebsmaschinen die nötigen Sicherheitsvorkehrungen für die Beschäftigten zu treffen, für eine die Erhaltung der Gesundheit nicht schädigende Atmosphäre zu sorgen und auch für die Feuergefahr Vorsichtsmaßnahmen zu treffen. Als Gründungsmitglied des Unterstützungsvereins für das von Franz Migerka in Wien gegründete Gewerbe-Hygienische Museum förderte das Unternehmen ab 1893 die landesweiten Bemühungen um Gesundheitsschutz. Johann Hückel sen. gründete für seine Arbeiter bereits im Jahre 1868 eine Krankenkasse, lange bevor sie gesetzlich wurde, mit einem alljährlichen Beitrag von 6000 fl. Weiters wurde eine Alters- und Unterstützungskasse mit einem Betrag von 30.000 Kronen als Stammkapital für Alte und Invaliden gewidmet. Es gab 100 eigens erbaute Arbeiterhäuser mit Wasser, Gärten und Felder für die Angestellten. Das Verhältnis zwischen Arbeitnehmer und Arbeitgeber wurde als „einträchtlich“ und „befriedigend“ beschrieben. Viele der Angestellten arbeiteten um 1900 bereits 20 bis 30 Jahre und noch länger im Unternehmen.
Im Jahre 1898 war die Zahl der in der Fabrik tätigen Arbeiter circa 1200, außerdem waren noch 200 bis 300, zumeist Frauen der Arbeiter, mit Hausarbeit beschäftigt.
Für ihre Verdienste erhielt das Unternehmen mehrere Würdigungen. Auf der Weltausstellung 1873 in Wien, der Centennial Exhibition 1876 in Philadelphia, der Weltausstellung Paris 1878 und der World’s Columbian Exposition 1893 in Chicago wurden sie mit den höchsten Preisen prämiiert. Auf der Weltausstellung Paris 1900 gewann es den Grand Prix sowie 1902 in St. Petersburg und 1910 in Wien. Die Verdienste von Johann Hückel sen. wurden auch vom Kaiser Franz Joseph I. belohnt, indem er im Jahre 1877 das goldene Verdienstkreuz mit der Krone verlieh. Im Jahre 1893 wurde der Firma die Ehre zuteil, mit dem Titel von k.u.k. Hof-Hutfabrikanten ausgezeichnet zu werden.
Neben der Hauptfabrik in Neutitschein gab es eine weitere in Skotschau, Ratibor und in Wien. Das Unternehmen bestand die Wirren des Ersten Weltkrieges und den Zusammenbruch der Doppelmonarchie.
Nach dem Zweiten Weltkrieg wurde jedoch die Familie als Sudetendeutsche enteignet und vertrieben. Ein Teil der Familie floh nach Weilheim in Oberbayern, wo Fritz Hückel (1885–1973), ein Enkel von Johann Albert Hückel (1814–1880), noch einige Jahrzehnte Hüte unter dem gleichen Namen bis in die 1970er Jahre herstellte. Fritz Hückel hatte sich zuvor nicht nur als Hutfabrikant, sondern auch als Gründer der Automobilwerke Austro-Cyclecar und Kleinautowerke Fritz Hückel einen Namen gemacht. Der Neffe von Fritz Hückel, Hugo Augustin Hückel (1899–1947), der Sponsor des deutschen Raketenkonstrukteurs Johannes Winkler war, versuchte 1946 in Wien, zusammen mit der Hutfabrik A. Sindermann und P. & C. Habig als Hückel & Co. firmierend, eine Hutproduktion wieder in Gang zu setzen. Hans Ferdinand Hückel (1907–1983), ein Urenkel von Johann Albert Hückel (1814–1880), wanderte 1951 mit seinen drei Söhnen nach Kanada aus, um dort die Hutmacherei auf der Basis von Pelztierfellen fortzusetzen. Mangels Nachfrage musste der Versuch jedoch beendet werden. Die Urne dieses letzten Hutmachers der Neutitscheiner Hutmacherdynastie Hückel wurde letztwillig am 6. September 2013 in der Familiengruft in Neutitschein beigesetzt.
Die Fabriken in der Tschechoslowakei und in Polen wurden von den Kommunisten beschlagnahmt und verstaatlicht. Die Hauptfabrik in Neutitschein wurde vom staatlichen Unternehmen Tonak (Továrna na klobouky) übernommen. Nach dem Ende des Kalten Krieges wurde es als Aktiengesellschaft privatisiert. Die Fabrik in Ratibor befand sich in Polen und wurde ebenfalls von den Kommunisten verstaatlicht. Nach der Wende 1989 wurde sie privatisiert, das Unternehmen PolkaP betreibt es.
Das Stadtmuseum von Nový Jičín beherbergt eine umfangreiche Hutsammlung von Hückel. 2009 wurde eine Sonderausstellung organisiert.

## Herstellungsprozess
Der Herstellungsprozess konnte in ungefähr sieben Phasen eingeteilt werden. Im Maschinensaal der Haarschneiderei wurde das Haar von den bereits gebeizten Fellen geschnitten, sortiert und zur Hutfabrikation aufbereitet. Dieser Teil der Huterzeugung wurde der Fabrikation angegliedert, während früher die schon aufbereiteten Haare aus dem Ausland bezogen wurden. Die Haarschneiderei war damals mit den neuesten Rupf- und Schneidemaschinen, Trockenvorrichtungen usw. eingerichtet.
Im Fachmaschinensaal wurde das Haar von der Maschine fein zerstäubt. Aus dem Inneren von den danebenstehenden kegelförmigen, mit feinen Löchern versehenen siebartigen Kupferglocken saugten kräftige Ventilatoren die Luft, so dass sich an der Außenseite der Glocke eine dünne Haarschicht anlegte. Diese wurde mit heißem Wasser durchfeuchtet und hielt genügend fest zusammen, um abgenommen werden zu können. Unter dem Ausdruck „Fach“ stellt dieses zarte Gebilde den künftigen Hut in seinem Entstehungszustand vor.
Im nächsten Schritt kam das Walken, welches teils mit der Hand, teils mit der Maschine durchgeführt wurde und den Zweck hatte, das Fach dichter und fester zu machen. Dabei schrumpfte es auf den dritten bis vierten Teil seiner ursprünglichen Größe zusammen.
Im Schersaal wurden die bereits durch Bürsten und Kratzen aufgerauten sogenannten „Velourshüte“ auf Maschinen geschoren. Im Zurichtsaal wurden die Filze dann von der Kegelgestalt auf Pressen mit hohem Wasserdruck in die endgültige Hutform übergeführt, um schließlich im Staffiersaal mit der Garnitur wie Futter, Leder, Einfass- und Bindband vollendet zu werden.
Das fertige Produkt wurde in den dazu bestimmten Verpackungsräumen sorgfältig verpackt (für den Überseetransport in Blechkisten oder Öltuch) und zum Versand gebracht. Die Firma besaß ihre eigene mechanische Tischlerei, Schlosserei, Drechslerei, Formengießerei sowie Kartonagenerzeugung und Druckerei. Im Betrieb standen sieben Dampfkessel, für die der jährliche Kohlenverbrauch (vor 1900) 500 Waggons betrug, fünf Dampfmaschinen mit 350 PS, fünf Dynamomaschinen für die elektrische Beleuchtung der Anlage und außerdem noch eine eigene Ölgaserzeugung. An Arbeits- und anderen Hilfsmaschinen gab es 386 Stück.